# West Homestead
West Homestead es un borough ubicado en el condado de Allegheny en el estado estadounidense de Pensilvania. En el año 2000 tenía una población de 2 197 habitantes y una densidad poblacional de 848.3 personas por km².

## Geografía
West Homestead se encuentra ubicado en las coordenadas 40°23′40″N 79°54′55″O / 40.39444, -79.91528.

## Demografía
Según la Oficina del Censo en 2000 los ingresos medios por hogar en la localidad eran de $33,309 y los ingresos medios por familia eran $44,338. Los hombres tenían unos ingresos medios de $35,033 frente a los $27,700 para las mujeres. La renta per cápita para la localidad era de $17,327. Alrededor del 13.7% de la población estaba por debajo del umbral de pobreza.